# تپه آغبلاغ سفلی (قوش قیه)
تپه آغبلاغ سفلی (قوش قیه) مربوط به هزاره اول قبل از میلاد - سدهٔ ۸–۶ ه.ق است و در شهرستان ورزقان، بخش مرکزی، دهستان ازومدل شمالی، ۴۰۰ متری جنوب روستای آغبلاغ سفلی واقع شده و این اثر در تاریخ ۲۷ اسفند ۱۳۸۷ با شمارهٔ ثبت ۲۶۴۰۸ به‌عنوان یکی از آثار ملی ایران به ثبت رسیده است.